# HSL 4
A HSL 4 egy 87 km hosszú, kétvágányú, 25 kV 50 Hz-cel villamosított nagysebességű vasútvonal Belgiumban, Brüsszel és a holland határ között. A vonal egy része új építésű dedikált pálya, egy része pedig modernizált hagyományos vasútvonal.